# 天主教阿馬總教區
天主教阿馬總教區（拉丁語：Archidioecesis Ardmachana）是天主教會在愛爾蘭島北部設置的一個總教區，相傳是愛爾蘭的開教者圣巴特利爵於約445年建立的，1152年升格為總教區。管轄範圍包括阿馬郡和勞斯郡幾乎全部、蒂龍郡大一部，以及米斯郡和倫敦德里郡的一部。其首長——阿馬總教區總主教擁有「全愛爾蘭首席主教」的榮譽地位。

## 現況
2011年，在當地334,751人口中，有教友227,950人，佔轄區總人口68.1%、61個堂區、186名司鐸、74名修士、286名修女。
現任總主教為愛德門·馬丁，輔理主教為彌額爾·魯特，榮休總主教為若翰·布雷迪。

## 附屬教區
附屬教區有個教區阿達暨克朗麥克諾伊斯教區、克洛赫教區、德里教區、唐暨康納教區、德羅莫爾教區、基爾莫爾教區、米斯教區、拉福教區。